# Euphorbia emetica
Euphorbia emetica là một loài thực vật có hoa trong họ Đại kích. Loài này được Padilla mô tả khoa học đầu tiên năm 1903.